# Maral-Erdene Batmunkh
Maral-Erdene Batmunkh (Hövsgöl, 15 oktober 1994) is een Mongools wielrenner die sinds 2022 rijdt voor de Japanse ploeg Levante Fuji Shizuoka.

## Carrière
In januari 2016 won Batmunkh de tijdrit voor beloften op het Aziatische kampioenschap. Een maand later nam hij deel aan de Ronde van de Filipijnen, waar hij, achter winnaar Oleg Zemljakov en Jevgeni Giditsj derde werd in het eindklassement. In maart nam hij deel aan het Wereld Universiteitskampioenschap, waar hij in de wegwedstrijd, 25 seconden achter winnaar Cyrus Monk, de zilveren medaille behaalde. Later dat jaar werd hij nationaal kampioen tijdrijden bij zowel de eliterenners als de beloften.
In de jaren 2017, 2018, 2021 en 2023 werd hij nationaal kampioen tijdrijden. In de wegwedstrijd werd hij nationaal kampioen in de jaren 2018, 2020 en 2022.

## Overwinningen
2016
 Aziatisch kampioen tijdrijden, Beloften
 Mongools kampioen tijdrijden, Elite
 Mongools kampioen tijdrijden, Beloften
Bergklassement Ronde van China I
2017
2e etappe Ronde van Tochigi
 Mongools kampioen tijdrijden, Elite
2018
 Mongools kampioen tijdrijden, Elite
 Mongools kampioen op de weg, Elite
2019
4e etappe Ronde van Thailand
1e etappe Ronde van Ijen
2020
 Mongools kampioen op de weg, Elite
2021
 Mongools kampioen tijdrijden, Elite
2022
 Mongools kampioen op de weg, Elite
2023
 Mongools kampioen tijdrijden, Elite
2e etappe Ronde van het Poyangmeer

## Ploegen
- 2013 –  Malak Cycling Team (vanaf 1-11)
- 2014 –  Ningxia Sports Lottery Cycling Team (vanaf 1-7)
- 2015 –  Ningxia Sports Lottery-Focus Cycling Team
- 2016 –  Terengganu Cycling Team
- 2017 –  Terengganu Cycling Team
- 2018 –  Terengganu Cycling Team
- 2019 –  Terengganu Cycling Team
- 2020 –  Terengganu Cycling Team
- 2022 –  Levante Fuji Shizuoka
- 2023 –  Levante Fuji Shizuoka

Ahmad Zamri · Batmunkh · Eyob · Goh · Lakasek · Marzuki · Mat Amin · Morey · Othman · Ovetsjkin · Romli · Rosdi · H. Saleh · Z. Saleh · Zulkurnain